# タブラ・ラーサ
タブラ・ラーサ（ラテン語: tabula rasa）は、白紙状態の意。蝋などを引いた書字版を取り消して何も書き込まれていない状態。

## 概要
感覚論において魂は外部からの刺激による経験で初めて観念を獲得するとされており、その経験以前の魂の状態。ロックの用語とされるが古くからある概念。プラトン、ストア派、特にアリストテレスに同様の考えがあり、タブラ・ラーサはアリストテレスの訳語としてローマのアエギディウスが考案したとされる。後にアルベルトゥス・マグヌス、トマス・アクィナスが用いて定着した。
経験主義の比喩。原義はラテン語で「磨いた板」の意味。人は生まれたときには何も書いていない板のように何も知らず、後の経験によって知識を得ていくというものである。

## 歴史

### 古代
タブラ・ラーサと呼べる思想は古く、プラトンの『テアイテトス』、アリストテレスの著作『霊魂論』（Περι Ψυχης）に見られる。ただし、前者では蝋板である。

### 中世
13世紀にトマス・アクィナスが議論に提起した。当時は知識の本体は天界にあり生まれるときに肉体に合わさるという説が主流であった。

### 近世
17世紀にジョン・ロックが新しく経験主義を唱えた。
現代では、スティーブン・ピンカーが反論している。

## 参考書籍
1. 1 2  『ブリタニカ国際大百科事典-小項目版』、2009年。

- アリストテレス, "On the Soul" (De Anima), W. S. Hett (trans.), pp. 1–203 in Aristotle, Volume 8,  Loeb Classical Library, Heinemann (book publisher)|William Heinemann, London, UK, 1936.
- トマス・アクィナス, "Summa Theologica", Fathers of the English Dominican Province (trans.), Daniel J. Sullivan (ed.), vols. 19–20 in Robert Maynard Hutchins (ed.), Great Books of the Western World, Encyclopedia Britannica, Inc., Chicago, IL, 1952.
- ジョン・ロック, "An Essay Concerning Human Understanding", Kenneth P. Winkler (ed.), pp. 33–36, Hackett Publishing Company, Indianapolis, IN, 1996.
- スティーブン・ピンカー著 『人間の本性を考える ~心は「空白の石版」か』 山下篤子訳、NHK出版、2004年、上巻:ISBN 4140910100、中巻:ISBN 4140910119、下巻:ISBN 4140910127